# Таушканське
Таушка́нське (рос. Таушканское) — село у складі Сухолозького міського округу Свердловської області.
Населення — 96 осіб (2010, 124 у 2002).
Національний склад населення станом на 2002 рік: росіяни — 90 %.

## Відомі особистості
В поселенні народився:
- Сисолятін Іван Матвійович (1923—2006) — радянський військовик.